# Cacosmia (medicina)
Cacosmia (del griego kakós, «malo» y osmé, «olor») es un término médico utilizado en otorrinolaringología, neurología, y psiquiatría, para referirse a una alteración del sentido del olfato que provoca que el paciente perciba como desagradables e incluso fétidos determinados olores habitualmente considerados agradables.

La cacosmia es un tipo de parosmia y puede deberse a una lesión física o ser consecuencia de un trastorno psiquiátrico o psicológico y tratarse de lo que se conoce como alucinación olfativa.

Otras alteraciones del sentido olfativo son la hiperosmia, la hiposmia o la anosmia.